# Xã Riverside, Quận Adams, Illinois
Xã Riverside (tiếng Anh: Riverside Township) là một xã thuộc quận Adams, tiểu bang Illinois, Hoa Kỳ. Năm 2010, dân số của xã này là 2.151 người.